# Петру, Карел
Карел Владимир Петру (чеш. Karel Petrů, 24 января 1891[…], Пршибрам, Среднечешский край или Příbram VI-Březové Hory, Среднечешский край — 1949) — чехословацкий журналист, писатель, футбольный тренер и чиновник.

## Тренерская карьера
Петру начинал как спортивный журналист, а с 1921 года работал чиновником: сначала с 1921 года он был секретарем Чехословацкой футбольной ассоциации ČSSF, затем ассоциации ČSAF, в которую входили все футбольные ассоциации Чехословакии. Позднее Петру стал членом технического комитета ČSAF, а в 1931 году ему впервые доверили возглавить сборную Чехословакии.
Петру возглавлял сборную в общей сложности в 18 играх с 1931 по 1934 год, из которых чехословаки выиграли десять игр, пять игр закончились вничью и три — поражением.
Петру впервые доверили руководство командой 14 июня 1931 года вместе с Рудольфом Пеликаном, чехословацкая команда победила Польшу со счетом 4:0 в Варшаве. После этого матча к управлению сборной вернулся бывший тренер Йозеф Фанта. Во второй раз Петру отвечал за чехословацкую сборную в трёх играх в апреле и мае 1932 года, после чего к руководству вернулся сначала Фанта, а после него снова Пеликан. Третий и последний раз Петру стал главным тренером национальной команды в мае 1933 года, возглавляя её до конца 1934 года.
Один из величайших успехов в истории чехословацкого футбола пришелся на период руководства Петру. На чемпионате мира 1934 года в Италии сборная Чехословакии вышла в финал, обыграв по пути к нему Румынию (2:1), Швейцарию (3:2) и Германию (3:1). В финале чехословаки в дополнительное время проиграли хозяевам, сборной Италии, со счетом 2:1.
После успеха на чемпионате мира Петру возглавлял команду еще в трёх играх в 1934 году, прежде чем в начале 1935 года команду возглавил Рудольф Пеликан.
Умер в 1949 году на 58-м году жизни.

## Автор
Как автор, Петру написал, среди прочего, публикации «30 лет ČSSF» (чеш. 30 let ČSSF, 1931), «История чехословацкого футбола» (чеш. Dějiny československé kopané, 1946) и «Из прошлого нашего футбола» (чеш. Z minulosti naší kopané, 1936).

## Достижения
- Вице-чемпион мира: 1934